# Bernhard Jensen (kajakroer)
Jakob Bernhard Christian Jensen (født 16. februar 1912 i Odense, død 17. juni 1997 i Kirke Hvalsø) var en dansk kajakroer, der deltog i OL 1948 i London.

## Kajakkarriere
Bernhard Jensen dyrkede kajakroning i Kajakklubben Delfinen i fødebyen Odense. Kort efter anden verdenskrig gik han sammen med den noget yngre Ejvind Hansen med henblik på at kvalificere sig til OL i 1948 i toerkajak. Dette bar frugt, idet duoen blev udtaget. I det indledende heat vandt de to ganske overlegent. I finalen førte parret det meste af vejen, men på det sidste stykke blev de overhalet af tre både. Med opbydelsen af de sidste kræfter lykkedes det dog at komme tilbage og overhale to af disse igen, men svenske Hans Berglund og Lennart Klingström holdt spidsen og vandt guld foran danskerne, blot 0,2 sekunder efter, mens finske Ture Axelsson og Nils Björklöf fik bronze, mere ende et sekund efter danskerne.
Samme år stillede de to roere også op til VM i toerkajakken på 500 m distancen og vandt bronze, lige som de begge var med til at hente bronze i enerkajakstafet over 4×500 m.